# 염은현
염은현(廉殷鉉, 1914년 2월 22일~1999년 1월 19일)는 한국의 농구 선수이다.
1936년 베를린 올림픽에 일본 대표 선수로 출전했으며, 해방 이후에는 대한민국의 대학에서 서양사를 가르쳤다.